# Barbie - La magia del delfino
Barbie - La magia del delfino (Barbie Dolphin Magic) è un film TV d'animazione trasmesso il 17 settembre 2017 su YTV per gli USA; è stato distribuito in esclusiva da Netflix il 18 settembre 2017 per la serie Barbie Dreamhouse Adventures, ed è stato successivamente distribuito anche in DVD dalla Universal Pictures.

## Trama
In questa divertente avventura subacquea, Barbie e le sue sorelle visitano Ken durante il suo stage estivo dove lavora in una barriera corallina alla ricerca di delfini. Durante le immersioni ed esplorando la barriera corallina, le sorelle scoprono rari delfini color arcobaleno che visitano solo una volta all'anno il luogo. Questa incredibile scoperta li incoraggia ad imparare di più sulla preservazione del corallo e di tutta la vita marina che vive lì, fino a quando incontrano Isla, una misteriosa nuova amica sirena che è anche in missione per salvare il corallo e che ha bisogno dell'aiuto di Barbie, delle sue sorelle e dei delfini della gemma per salvare la giornata.

## Produzione
Animation World Network ha pubblicato notizie sulla serie il 12 ottobre 2016 dopo che la Mattel Creations ha annunciato Barbie Dolphin Magic, Barbie Dreamtopia: The Series e Barbie Dreamhouse Adventures. Animation World Network ha scritto che la serie avrà 26 episodi dalla durata di 22 minuti, sarà sviluppata per un pubblico dai 5 agli 11 anni, con un aspetto CGI realistico e moderno e rispondendo alle richieste dei fan.
Il 18 settembre 2017 la casa pubblica lo speciale Barbie Dolphin Magic su Netflix, come apertura per la serie Barbie Dreamhouse Adventures.

## Doppiaggio
| Personaggio | Doppiatore originale    | Doppiatore italiano |
| ----------- | ----------------------- | ------------------- |
| Barbie      | Erica Lindbeck          | Gemma Donati        |
| Isla        | Shannon Chan-Kent       | Letizia Ciampa      |
| Skipper     | Kazumi Evans            | Lucrezia Marricchi  |
| Stacie      | Claire Margaret Corlett | Monica Ward         |
| Chelsea     | Alyssya Swales          | Perla Liberatori    |
| Ken         | Adrian Petriw           | Emanuele Ruzza      |
| Margo       | Maryke Hendrikse        | Selvaggia Quattrini |
| Pete        | Garry Chalk             |                     |